# Tango queer

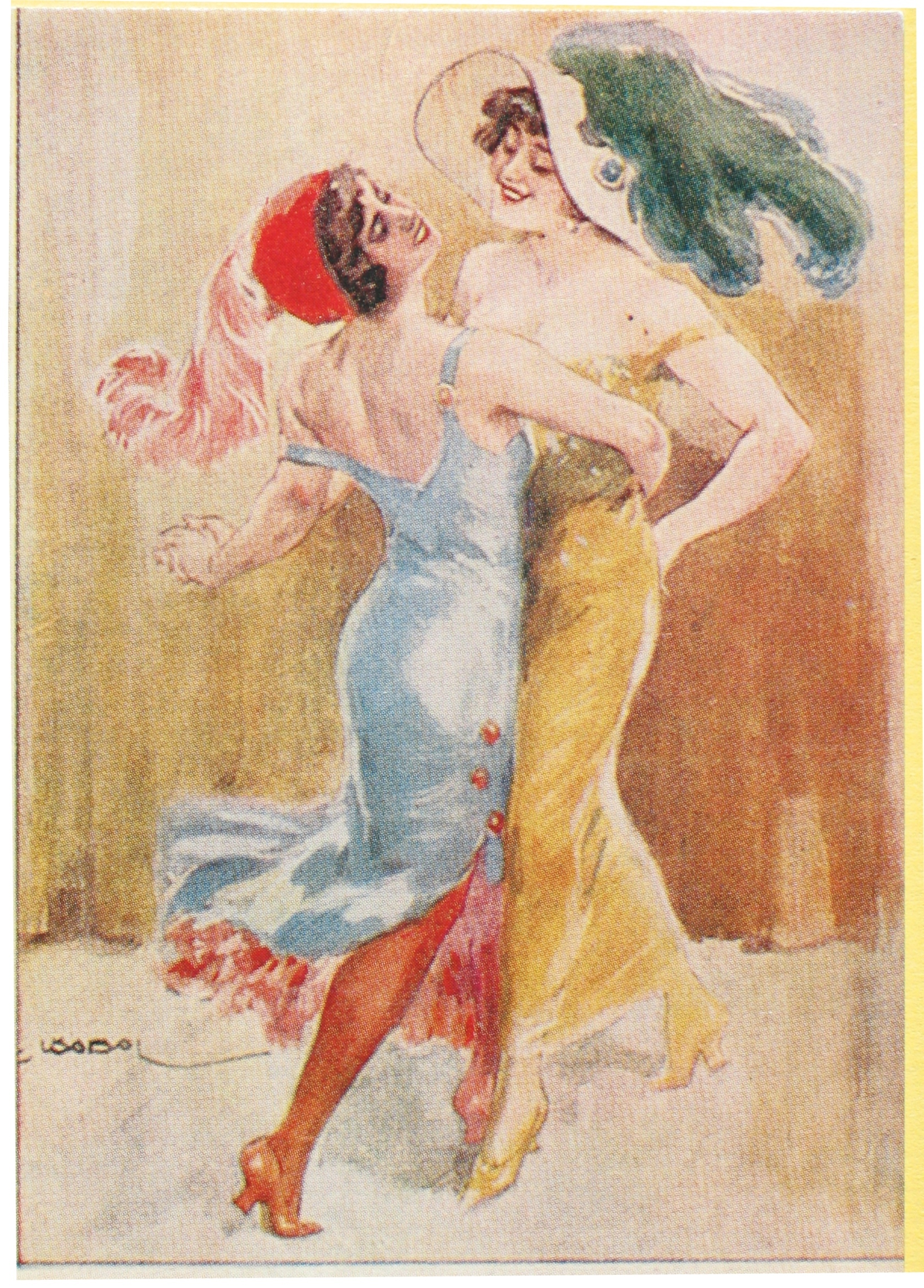
Tango Queer, carte postale de 1920.

Le tango queer est une façon de danser le tango argentin qui ne tient pas compte des rôles hétéronormatifs traditionnels. Le mouvement de tango queer permet non seulement un accès au tango pour la communauté LBGTQ mais soutient également les adeptes de cette danse, quelle que soit leur orientation sexuelle.

## Présentation
Traditionnellement, dans le tango, l'homme dominateur mène la danse et la femme soumise se laisse conduire. Dans le tango queer, les danseurs et danseuses ne tiennent pas compte de ces rôles hétéronormatifs, les échangent et peuvent évoluer en couple de même genre,.
Initialement, dans les années 1880, le tango se danse à l'origine entre deux hommes dans les ruelles de Buenos Aires. C'est parce qu'il y avait une pénurie de femmes à l'époque parmi la population immigrée de la capitale. La danse de tango en couple d'hommes se perd jusqu'aux années 2000, lorsque les milongas de tango queer (clubs de tango) réapparaissent, offrant des cours à la communauté LGBTQ.

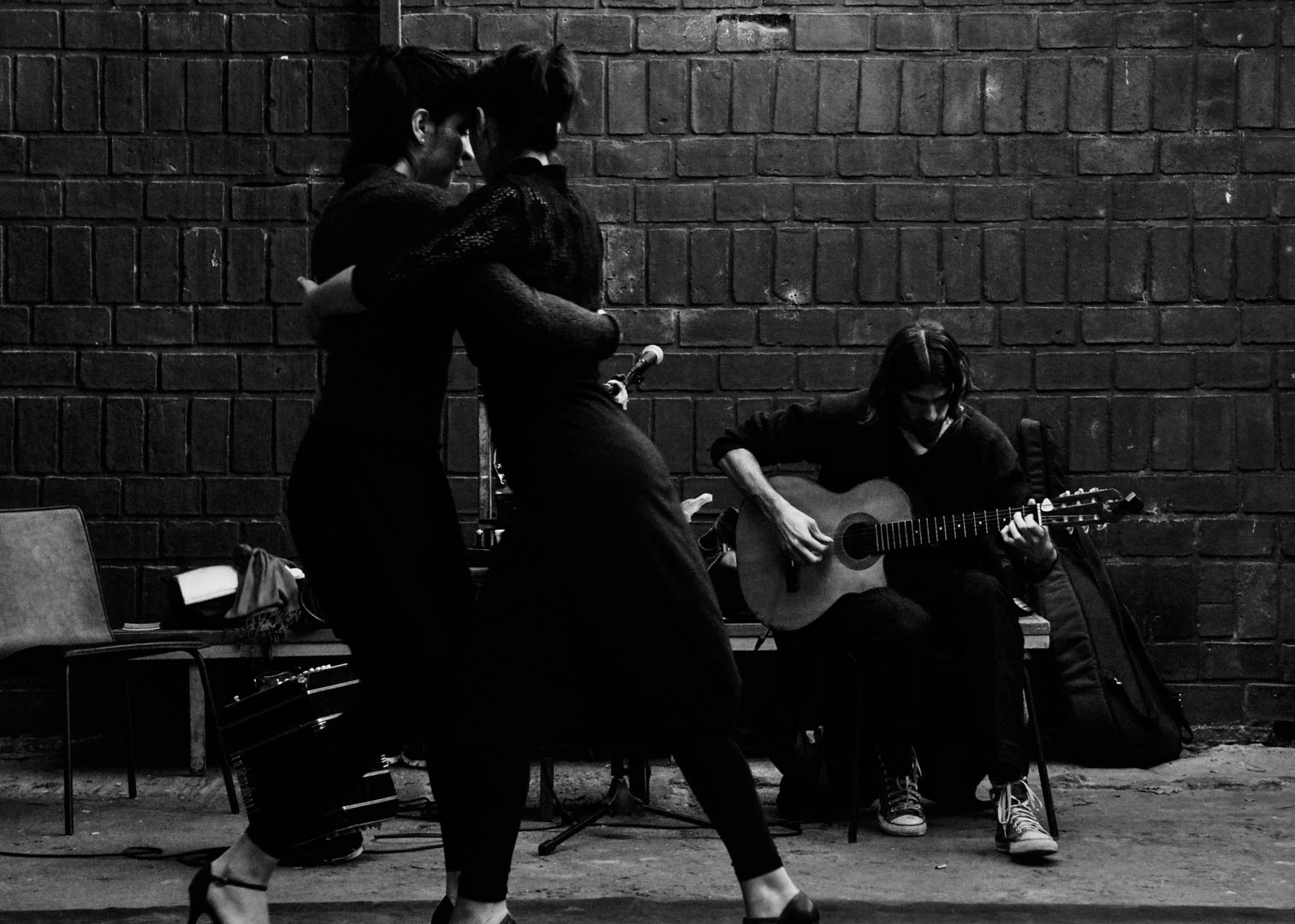
Deux femmes dansent le tango

Le tango queer est né en Allemagne où un groupe de femmes lesbiennes a organisé le premier festival.
En 2014, le couple composé de Germán et Nicolás Filipeli, deux  frères jumeaux, a atteint pour la première fois la finale du Mondial de Tango de Buenos Aires.